# Roque Baños
Pour les articles homonymes, voir Baños (homonymie).
Roque Baños López (Jumilla, région de Murcie, 1968) est un compositeur espagnol, considéré comme un des meilleurs compositeurs de musiques de films d'Espagne.
Il a notamment composé la musique de six films du réalisateur Álex de la Iglesia.

## Filmographie

### Années 1990
- 1997 : Carreteras secundarias de Emilio Martínez Lázaro
- 1998 : No se lo digas a nadie de Francisco José Lombardi
- 1998 : Una pareja perfecta de  Francesc Betriu
- 1998 : Torrente, le bras gauche de la loi (Torrente, el brazo tonto de la ley) de Santiago Segura
- 1998 : Mort de rire (Muertos de risa) de Álex de la Iglesia
- 1999 : Segunda piel de Gerardo Vera
- 1999 : Goya à Bordeaux (Goya en Burdeos) de Carlos Saura
- 1999 : Le Cœur du guerrier de Daniel Monzón
- 1999 : El árbol del penitente de José Maria Borrell

### Années 2000
- 2000 : Sexy Beast de Jonathan Glazer
- 2000 : Obra maestra de David Trueba
- 2000 : Mes chers voisins (La comunidad) de Álex de la Iglesia
- 2001 : Buñuel et la Table du Roi Salomon (Buñuel y la mesa del rey Salomón) de Carlos Saura
- 2001 : Tuno negro de Pedro L. Barbero et Vicente J. Martín
- 2001 : Lázaro de Tormes de Fernando Fernán Gómez et José Luis García Sánchez
- 2001 : Torrente 2: Misión en Marbella de Santiago Segura
- 2001 : No debes estar aquí de Jacobo Rispa
- 2001 : Chica de Río de Christopher Monger
- 2001 : La Voz De Su Amo de Emilio Martínez Lázaro
- 2002 : Salomé de Carlos Saura
- 2002 : El robo más grande jamás contado de Daniel Monzón
- 2002 : El otro lado de la cama de Emilio Martínez-Lázaro
- 2002 : Deseo de Gerardo Vera
- 2002 : 800 balles (800 balas) de Álex de la Iglesia
- 2002 : No Somos Nadie de Jordi Mollà
- 2004 : Isi/Disi: Amor a lo bestia de Chema de la Peña
- 2004 : Le Septième Jour (El séptimo día) de Carlos Saura
- 2004 : Le Crime farpait (Crimen ferpecto) de Álex de la Iglesia
- 2005 : Torrente 3: El Protector de Santiago Segura
- 2005 : Rosario Tijeras de Emilio Maille
- 2005 : The Machinist de Brad Anderson
- 2005 : Frágiles de Jaume Balagueró
- 2005 : Los 2 lados de la cama de Emilio Martinez Lazaro
- 2006 : La Chambre du fils (téléfilm) (La habitacíon del niño) de Álex de la Iglesia (TV)
- 2006 : À louer  (Para entrar a vivir) de Jaume Balagueró (TV)
- 2006 : The Kovak Box (La caja Kovak) de Daniel Monzón
- 2007 : Capitaine Alatriste (Alatriste) d'Agustín Díaz Yanes
- 2007 : Las 13 rosas d'Emilio Martínez-Lázaro
- 2008 : Crimes à Oxford (The Oxford Murders) de Álex de la Iglesia
- 2008 : Journal intime d'une nymphomane (Diario de una ninfómana) de Christian Molina
- 2009 : Cellule 211 (Celda 211) de Daniel Monzón
- 2009 : Rose et Noir de Gérard Jugnot
- 2009 : Las viudas de los jueves de Marcelo Piñeyro
- 2009 : 7 Minutos de Daniela Fejerman

### Années 2010
- 2010 : Si bemol de Clara Martínez Lázaro
- 2010 : Tensión sexual no resuelta de Miguel Ángel Lamata
- 2010 : Balada triste (Balada triste de trompeta) de Álex de la Iglesia
- 2011 : La daga de Rasputín de Jesús Bonilla
- 2011 : Intruders  de Juan Carlos Fresnadillo
- 2011 : Torrente 4: Lethal Crisis de Santiago Segura
- 2013 : Tres 60 de Alejandro Ezcurdia
- 2013 : Evil Dead de Fede Alvarez
- 2013 : Old Boy de Spike Lee
- 2013 : Séptimo (7th Floor) de Patxi Amezcua
- 2014 : El niño de Daniel Monzón
- 2015 : Au cœur de l'Océan (In the Heart of the Sea) de Ron Howard
- 2015 : Régression (Regression) d'Alejandro Amenábar
- 2016 : La résurrection du Christ (Risen) de Kevin Reynolds
- 2016 : Don't Breathe : La Maison des ténèbres (Don't Breathe) de Fede Alvarez
- 2016 : Nuestros amantes de Miguel Ángel Lamata
- 2016 : En zona hostil d'Adolfo Martínez Pérez
- 2016 : 1898. Los últimos de Filipinas de Salvador Calvo
- 2018 : The Passenger (The Commuter) de Jaume Collet-Serra
- 2018 : L'Homme qui tua Don Quichotte (The Man Who Killed Don Quixote) de Terry Gilliam
- 2018 : Millénium : Ce qui ne me tue pas (The Girl in the Spider's Web) de Fede Alvarez
- 2018 : Yucatán de  Daniel Monzón

### Années 2020
- 2020 : His House de Remi Weekes
- 2020 : Adú de Salvador Calvo
- 2021 : Veneciafrenia d'Álex de la Iglesia
- 2022 : Umma d'Iris K. Shim
- 2024 : The Killer's Game de J. J. Perry
- 2025 : Afterburn de J. J. Perry

## Distinctions

### Récompenses
- Goyas 2003 : meilleure chanson pour Salomé
- Goyas 2008 : meilleure musique pour Las 13 rosas
- Goyas 2009 : meilleure musique pour Crimes à Oxford
- International Film Music Critics Association Awards 2013 : meilleure musique d'un film de science-fiction/horreur pour Evil Dead

### Autres
- Goyas 2001 : meilleure musique pour La Comunidad
- Goyas 2003 : meilleure musique pour 800 balles
- Goyas 2005 : meilleure musique pour The Machinist
- Goyas 2006 : meilleure musique pour Frágiles
- Goyas 2007 : meilleure musique pour Capitaine Alatriste
- Goyas 2021 : meilleure musique et meilleur chanson pour Adú